# Anthurium libanoense
Anthurium libanoense är en kallaväxtart som beskrevs av Thomas Bernard Croat. Anthurium libanoense ingår i släktet Anthurium och familjen kallaväxter. Inga underarter finns listade.